# Musikåret 1851

## Händelser
- 6 februari – Robert Schumanns Symfoni nr 3 (Rhensymfonin) uruppförs i Düsseldorf.[1]
- 11 mars – Giuseppe Verdis opera Rigoletto har urpremiär på Teatro La Fenice i Venedig[2].

## Julsånger
- Betty Ehrenborg-Posse – När juldagsmorgon glimmar

## Födda
- 27 mars – Vincent d'Indy, fransk tonsättare.
- 27 juli – August Elfåker, svensk organist och tonsättare.
- 27 juli – Ivar Hedenblad, svensk tonsättare och dirigent.
- 8 augusti – Walborg Lagerwall, svensk cellist.
- 22 augusti – Richard Andersson, svensk pianist, pedagog och tonsättare.

## Avlidna
- 21 januari – Albert Lortzing, 49, tysk tonsättare, skådespelare, regissör, sångare och kapellmästare.
- 24 januari – Gaspare Spontini, 76, italiensk operatonsättare.
- 23 maj – Eric Jacob Arrhén von Kapfelmann, 59, svensk tonsättare och musiklärare.

### Fotnoter
1. ↑  ”Schumann: Symphony No. 3, ``Rhenish”. University of California, Los Angeles (UCLA). Arkiverad från originalet den 18 december 2005. https://web.archive.org/web/20051218152145/http://www.lasr.cs.ucla.edu/geoff/prognotes/schumann/symphony3.html. Läst 27 september 2005.
2. ↑  ”San Diego Opera”. Arkiverad från originalet den 4 juni 2011. https://web.archive.org/web/20110604034608/http://sdopera.com/Operapaedia/Rigoletto. Läst 23 mars 2011.